# 島村春世
島村春世（1992年3月4日—），出生於日本神奈川縣鐮倉市，是一位日本女子排球運動員，目前效力於V超級聯賽NEC紅火箭。身高182公分，體重73公斤，場上位置為副攻。

## 生涯簡介
出身於神奈川縣鎌倉市，由於受到媽媽的影響，從小學四年級開始接觸排球運動。自川崎市立橘高等學校畢業後，加入V超級聯賽球隊NEC紅火箭。

## 備註
1. ↑  . NEC紅火箭. 2010-01-12  [2013-02-09]. （原始内容存档于2020-08-13）.

## 外部連結
- Vリーグ 公式プロフィール （页面存档备份，存于） （日語）
- NECレッドロケッツ - プレイヤー （页面存档备份，存于） （日語）